# NGC 2633
NGC 2633 (другие обозначения — UGC 4574, IRAS08425+7416, MCG 12-9-13, ZWG 331.63, VV 519, ZWG 332.10, Arp 80, KCPG 169, ZWG 350.5, PGC 24723) — спиральная галактика в созвездии Жирафа. Открыта Вильгельмом Темпелем в 1882 году.
Этот объект входит в число перечисленных в оригинальной редакции «Нового общего каталога», а также включён в атлас пекулярных галактик.
Возможно, галактика обладает активным ядром: спектральные характеристики галактики являются пограничными между теми, которые ожидаются при вспышке звездообразования в ядре и при активности ядра.
Галактика NGC 2633 входит в состав группы галактик NGC 2633. Помимо NGC 2633 в группу также входят IC 2389, NGC 2551, NGC 2634, NGC 2664A и PGC 24760.